# .cw
A .cw Curaçao internetes legfelső szintű tartomány kódja, melyet 2010-ben hoztak létre. 2012. február 1-e óta regisztrálható.